# 가와하라다정
가와하라다정(河原田町)은 니가타현 사도군에 있던 정이다. 

## 역사
- 1889년 4월 1일 - 정촌제 시행에 수반해 사와다군 가와하라다정이 성립하였다.
- 1896년 4월 1일 - 군 통합에 의해 사도군이 되었다.
- 1954년 7월 20일 - 사도군 사와네정, 니쿠촌, 야하타촌과 합병해,사와타정이 되어 소멸하였다.

## 참고문헌
- 『市町村名変遷辞典』東京堂出版、1990年。